# 佛羅倫斯廣域市
佛羅倫斯廣域市（Città Metropolitana di Firenze）是意大利托斯卡納的一個广域市，前身为佛羅倫斯省。面積3,514平方公里，2004年人口933,860人。首府佛罗伦萨。
下分44市鎮。